# Bogusława Łęska
Bogusława Maria Łęska – polska chemik, profesor nauk ścisłych i przyrodniczych, pracownik naukowy Zakładu Fizykochemii Środowiska Wydziału Chemii Uniwersytetu im. Adama Mickiewicza w Poznaniu.

## Życiorys
W 1995 r. obroniła pracę doktorską pt. Kinetyka i mechanizm niektórych reakcji organicznych z udziałem związków makrocyklicznych, której promotorem był prof. Grzegorz Schroeder, w 2008 r. habilitowała się na podstawie pracy zatytułowanej Właściwości i zastosowanie podandów w wybranych procesach chemicznych. W 2020 r. uzyskała tytuł profesora nauk ścisłych i przyrodniczych. Pracowała na stanowisku adiunkta w Zakładzie Chemii Supramolekularnej na Wydziale Chemii Uniwersytetu im. Adama Mickiewicza.
Była profesorem na Wydziale Biologii Uniwersytetu im. Adama Mickiewicza w Poznaniu.
Należy do Rady Dyscypliny Naukowej – Nauk Chemicznych Uniwersytetu im. Adama Mickiewicza w Poznaniu.